# Bojan Požar
Bojan Požar, slovenski novinar; * 11. april 1957. 
Je novinar in lastnik portala Požareport in do leta 2020 urednik ter producent oddaje Faktor na TV3 Slovenija. Od leta 2021 do 2024 je vodil oddajo Ura moči na Planet TV. Z Igorjem Omerzo je leta 2016 izdal knjigo Melania Trump - Gola resnica: Kako iz Sevnice do Bele hiše v Washingtonu (Melania Trump - The Inside Story: From a Slovenian communist Village to the White House). Leta 2018 je z lastno politično stranko (Lista novinarja Bojana Požarja) nastopil na državnozborskih volitvah, a se ni prebil v državni zbor.
Od 5. februarja 2025 vodi komentatorsko oddajo Ura resnice, ki je predvajana trikrat tedensko na portalu Info360 in televiziji Gea TV Plus.

## Življenjepis
Požar je od novembra 2002 do leta 2005 v tabloidu Slovenske novice ob sredah objavljal prilogo Bulvar.
Požar je od 15. septembra 2005 do januarja 2007 urednikoval tabloid Direkt, ki ga je izdajala Časopisna hiša Dnevnik. Direkt, ki je izhajal vsak dan, je bil po Požarjevih besedah razširjen Bulvar.
Na državnozborskih volitvah 2018 je Požar nastopil z lastno stranko Lista novinarja Bojana Požarja in osvojil 14. mesto oz. 7.835 glasov (0,88 %).
16. maja 2021 je na Planet TV začel voditi komentatorsko oddajo Ura moči, ki je na sporedu vsako nedeljo. Septembra 2024 je zaradi cenzure že posnete oddaje z Milošem Milovićem sodelovanje s televizijo prekinil.

## Kontroverze

### Sodni postopki
Leta 2006 je bil Požar na ljubljanskem sodišču spoznan za krivega kaznivega dejanja razžalitve na podlagi vsebine prispevka, objavljenega leta 2004, v katerem je Požar med drugim zapisal: "Nobena skrivnost namreč ni, da se je Oven do zasebnega kapitala v BTC pritolkel izključno z denarjem slovenskih varčevalcev, kar je sploh njegova praksa."; sodni senat je soglasno spoznal, da sta bili besedi "izključno" in "pritolkel" ter besedna zveza "kar je sploh njegova praksa" žaljive, s tem pa je bila krnjena Ovnova čast in dobro ime. Sodišče je Požarju izreklo pogojno kazen 3 mesecev zapora s preizkusno dobo 1 leta ter plačilo stroškov kazenskega postopka in 100.000 SIT povprečnine. Požar je v zagovoru navedel, da je zapis sprejemljiv, saj je bil zapisan v tabloidu in ne resnem tisku. Sodišče je Požarju očitalo tudi, da svojih navedb ni preveril; notranje ministrstvo je namreč leta 1997 ugotovilo, da pri poslovanju stanovanjskega sklada ni bilo nepravilnosti, zoper Ovna pa ni potekal noben kazenski oz. predkazenski postopek. Požarov zagovornik je napovedal pritožbo na višje sodišče. Višje sodišče je nato sodbo razveljavilo, saj je ocenilo "da ni pravilno ugotovljeno, ali je bil zaničevalni namen pisanja novinarja podan in ali so zanj navedeni jasni in konkretni razlogi". Leta 2009 je sodni senat na ponovnem sojenju Požarja v isti zadevi ponovno spoznal za krivemu (in mu dodelil 2 meseca pogojne kazni, mesec manj zaradi upoštevanja preteka časa); Požarjeva zagovornica je napovedala vnovično pritožbo.
Septembra 2005 je Požar v tabloidu Direkt (ki ga tudi sam urednikuje) objavil prispevek "Dora, vseh Plestenjakov mora", v katerem je slikarki Dori Plestenjak očital, da naj bi bila osumljena spolne zlorabe lastnega vnuka; proti Dori Plestenjak je postopek sicer sprožila mati otroka - bivša žena Dorinega sina Domna Slane - a je višje sodišče postopek ustavilo, zaradi česar je Slanova bivša žena pristopila k Požarju, da bi spor nadaljevala v tabloidih. Zoper Požarja so Dora Plestenjak ter njena sinova Jan Plestenjak in Domen Slana (oče otroka) vložili kazensko tožbo zaradi opravljanja. Sodišče je nato Požarja leta 2008 zaradi treh kaznivih dejanj opravljanja obsodilo na 3 mesece zaporne kazni s preiskusno dobo 2 let.
Zaradi Požarjevega zapisa o nekdanji televizijski voditeljici Ivani Šundov Hojan januarja leta 2010 je Šundov Hojanova proti Požarju sprožila pravdni in kazenski postopek. Požar jena portalu pozareport.si o njej med drugim zapisal, da naj bi bila televizijska bleferka in poslovna prevarantka, prispevek pa naslovil "Uggice in ponaredki: nov poslovni debakel zagrebške mafijske neveste". Požar je v zagovoru navedel, da je vsebina prispevka temeljila na njegovih povzetkih navedb nekaterih hrvaških in slovenskih spletnih medijev, beseda "bleferka" naj bi se nanašala na slabo gledanost oškodovankinih oddaj, besedna zveza "mafijska nevesta" pa na govorice o oškodovanki in obsodbo njenega soproga zaradi ukvarjanja s prepovedanimi drogami (ki se ni končala s pravnomočno obsodbo) ter navedb hrvaških medijev o njegovih povezavah z organiziranim kriminalom. Leta 2011 je bil Požar v kazenskem postopku zaradi razžaljitve Ivane Šundov Hojan nepravnomočno pogojno obsojen na plačilo 8.000 € denarne kazni s preizkusno dobo 3 let in porovnavo stroškov kazenskega postopka. V civilni tožbi je sodišče odločilo, da mora Požar oškodovanki plačati 2200 € zaradi povzročenih duševnih bolečin. Ko je kazenska obsodba postala pravnomočna, se je Požar pritožil na vrhovno sodišče, ki je ugodilo Požarjevemu ugovoru glede oznake tožnice kot "bleferke" in posledično denarno kazen znižalo na 5.000 €, a pritrdilo nižjemu sodišču glede oznake "mafijska nevesta", saj je Požar vedel, da se obsodba ni končala s pravnomočno obsodilno sodbo oškodovankinega soproga. Leta 2015 je ljubljansko okrajno sodišče glede na predhodno ugotovitev vrhovnega sodišča v kazenskem postopku glede oznake Šundov Hojanove kot "bleferke" izreklo novo civilno sodbo, v kateri je določilo, da mora Požar oškodovanki plačati le 1100 € odškodnine, umakniti sporno izjavo in se opravičiti, prav tako pa se mora vzdržati ponovne kršitve na račun tožnice..
Leta 2020 je bil Požar nepravnomočno pogojno obsojen na 3 mesece zaporne kazni z preizkusno dobo 1 leta zaradi žaljive obdolžitve in razžaljitve Matjaža Štandekerja, sodelavca mariborskega župana Arsenoviča, saj je Požar na portalu Požareport.si v prispevku istega leta zapisal, da naj bi Štandeker in Arsenovič med preprodajo poslovne stavbe podkupila bančnike Deželne banke Slovenije. Arsenovič je Požarjeve navedbe označil za lažne in politično motivirane obtožbe, a se za sprožitev sodnega postopka zoper Požarja ni odločil. Prodajo poslovne stavbe so preiskali preiskovalci NPU, a suma kaznivega dejanja niso ugotovili.
Marca 2022 je višje ljubljansko sodišče zoper Požara odredilo pripor, saj se ni udeležil sodne obravnave, v kateri je bil obtožen žaljive obdolžitve (v obravnavi primera na prvi stopnji je bil Požar v zadevi oproščen, a se je tožnik na razsodbo pritožil). Požar je navedel, da bi lahko bil v priporu še isti dan, v priporu pa da bo do naslednjega naroka oz največ 30 dni. Požar je tudi zatrdil, da njegova prisotnost na obravnavi ni bila obvezna (v priloženem dopisu sodišča Požaru je bilo sicer navedeno, da v primeru neupravičenega izostanka Požarju grozi plačilo stroškov preložitve in drugih stroškov postopka); Požar razloga za takšno odločitev sodišča ni razkril. Glede na Požarovjeve navedbe je bilo moč sklepati, da se obravnav ni udeležil že vsaj drugič. Sodišče je v odgovoru na novinarsko vprašanje pojasnilo, da so pripor odredili, ker so pri Požarju ugotovili izmikanje glavni obravnavi ter da je Požarjev zagovornik že vložil pritožbo, ki pa do odločitve višjega sodišča izvršitve ne bo zadržala. Višje sodišče je nato še isti dan Požarjevi pritožbi ugodilo in sklep o priporu odpravilo. Po navedban Požarja bi bil v primeru uresničitve odredbe za čas predvolilne kampanje (državnozborske volitve bi bile namreč točno mesec dni kasneje) za zapahi in presodil, da ga poskušajo tako "eliminirati". Po navedbah Požarja je bil predmet obravnave ena od petih strateških tožb, ki sta jih v letih 2018 in 2019 proti njemu vložila nekdanja lastnika časnika Večer Uroš Hakl in Sašo Todorović, v vmesnem času pa so se omenjene tožbe v treh primerih končale s pravnomočno oprostitvijo, v dveh pa z oprostitvijo na prvi stopnji.

## Osebno življenje
Njegova partnerka je televizijska voditeljica Barbara Drnač. Bil je poročen z odvetnico Svetlano Vakanjac, s katero ima hčerko Mašo.